# Kniefall in Warschau
Kniefall in Warschau (v českém překladu Pokleknutí ve Varšavě) je německá opera, kterou napsal hudební skladatel Gerhard Rosenfeld podle libreta Philippa Kochheima. Skladba se skládá z celkem devíti obrazů, které popisují zásadní životní etapy někdejšího německého kancléře Willyho Brandta, a to od jeho útěku do exilu až po závěr života. Centrem celé opery je obraz zachycující politikovu varšavskou státní návštěvu v roce 1970, během níž mlčky poklekl před tamním Pomníkem hrdinů ghetta. Během této scény se odmlčí i hudební doprovod opery.
Premiéra díla se uskutečnila 22. listopadu 1997 v operním domě v Dortmundu. Kancléřův part zpíval Hannu Niemelä, přičemž William Killmeier zpíval věkově staršího Brandta a Sven Ehrke dostal věkově mladšího Brandta. Kancléřovu druhou manželku Rut Brandtovou odzpívala Monika Krause. Doprovodný orchestr dirigoval Alexander Rumpf a celé představení režíroval John Dew.
Britský historik a germanolog David Haslam Childs označil ve skladatelově nekrologu v deníku The Independent Kniefall in Warschau za jednu z nejvýznamnějších německých oper poválečné doby.